# Kameno (kommun)
Obsjtina Kameno (bulgariska: Община Камено) är en kommun i Bulgarien.   Den ligger i regionen Burgas, i den östra delen av landet, 300 km öster om huvudstaden Sofia.
Obsjtina Kameno delas in i:
- Vinarsko
- Krăstina
- Konstantinovo
- Polski izvor
- Rusokastro
- Svoboda
- Trojanovo
- Trăstikovo
- Tjerni vrăch

Följande samhällen finns i Obsjtina Kameno:
- Kameno

Trakten runt Obsjtina Kameno består till största delen av jordbruksmark. Runt Obsjtina Kameno är det ganska glesbefolkat, med 32 invånare per kvadratkilometer.